# One of the Few
„One of the Few“ je třetí skladba z dvanáctého studiového alba anglické progresivně rockové skupiny Pink Floyd The Final Cut, vydaného v roce 1983. Skladbu napsal baskytarista Roger Waters.

## Sestava
- Roger Waters - zpěv, baskytara
- David Gilmour - akustická kytara